# Eleonora (conte)
Eleonora és un conte romàntic d'Edgar Allan Poe, publicat el 1842. Alguns el consideren un conte autobiogràfic i té un final relativament feliç.

## Argument

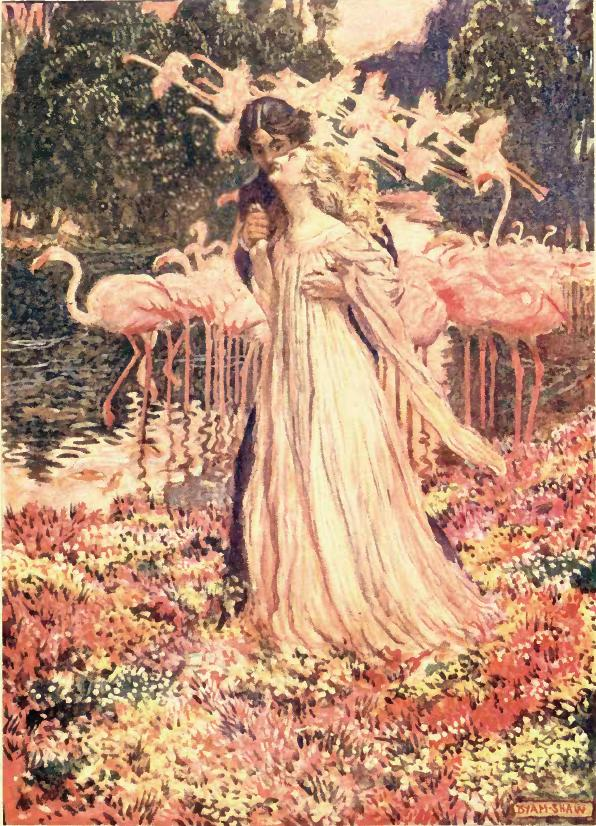
Il·lustració per Byam Shaw, 1909

La història la narra un home que viu amb la seua cosina i tia a la Vall de l'Herba Irisada, un paradís ple de flors, arbres fantàstics i un «riu de silenci».

Després de viure així quinze anys, l'amor arriba als cors del narrador i la seua cosina, Eleonora. La vall reflectia la bellesa del seu amor.
| «                           | Les passions que durant segles havien distingit el nostre poble arribaren a dojo amb les fantasies per les quals també era famosa, i junts respiràrem una joia delirant a la Vall de l'Herba Irisada. Un canvi s'esdevingué arreu. Estranyes, brillants flors estrelades brollaren als arbres on mai es veieren flors. Els matisos de l'estora verda s'aprofundiren, i mentre una a una desapareixien les blanques margarides, brollaven, al seu lloc, deu asfòdels roig robí. I la vida sorgia als nostres senders, ja que alts flamencs fins llavors mai no vists, i tots els gaigs, resplendents, desplegaren el plomatge escarlata davant nostre. | » |
| — Edgar Allan Poe, Eleonora | |   |

Eleonora, però, estava malalta: «havia estat creada perfecta en la seua bellesa només per morir». Ella no tem la mort, però tem que el narrador abandone la vall després que mora i li done el seu amor a algú altre. El narrador li jura que, amb «l'Amo de l'Univers» com a testimoni, mai s'unirà en matrimoni amb «cap filla de la Terra».
Després de la mort d'Eleonora, la Vall de l'Herba Irisada comença a perdre el llustre i la calidesa. El narrador decideix partir a una «estranya ciutat». Allí coneix una dona anomenada Ermengarda, amb la qual es casa sense cap sentiment de culpa. Eleonora aviat visita el narrador des de la tomba i envia les seues benediccions a la parella. «Estàs lliure», diu ella, «per raons que coneixeràs en el Cel, dels teus juraments a Eleonora».

## Tema principal
Una dona que torna de la tomba per visitar el seu primer amor és un recurs prou usat (vegeu també Ligeia i Morella). Poe també escriu sobre la mort d'una dona bella: considera que és el tema més poètic del món.

## Anàlisi
Molts biògrafs consideren Eleonora com una història autobiogràfica escrita per Poe per alleugerir els seus sentiments de culpa per estimar una altra dona. En el període en què es publica aquest conte, la seua esposa, Virginia, comença a mostrar-se malalta i va morir cinc anys després. El narrador, es pot concloure, és el mateix Poe vivint amb la seua primera (futura esposa) i la seua tieta.
L'abrupte final, amb el nom del nou amor del narrador esmentat als darrers paràgrafs, és d'alguna manera poc convincent com a intent de Poe de justificar els seus sentiments. Poe considerà que el conte «no havia acabat tan ben com hauria de ser». Potser per la vaguetat que té que el permís per trencar el seu jurament només li seria revelat en el cel. És per això que, comparat amb altres finals de Poe, en què l'amant morta torna de la tomba, aquest és un final "feliç", lliure d'antagonismes, culpes o ressentiments. En Morella, per exemple, l'esposa morta es reencarna com la seua pròpia filla només per morir. En Ligeia, la primera esposa torna de la tomba i destrueix la nova amant del narrador. En Eleonora, el missatge és que una persona pot casar-se sense sentir-se culpable després de la mort del seu primer amor.
El narrador admet bogeria a l'inici de la història, tot i que creu que encara no ha estat determinat si la bogeria és la més elevada forma d'intel·ligència. Això pot semblar còmic, però també podria explicar l'exagerada descripció paradisíaca de la Vall i com canvia quan mor Eleonora. El fet que admeta la seua bogeria permet introduir elements tan fantàstics en l'obra.
No és clar per què aquests tres personatges viuen sols a la Vall.
També hi ha temes de connotació sexual en la història. Mentre Eleonora creix, la seua innocent relació es converteix en amor i la descripció de l'entorn també canvia: la vida a la vall es multiplica. La mort d'Eleonora s'utilitza com un símbol de la fi de l'ideal de l'amor romàntic que després es reemplaça amb l'amor menys apassionat cap a Ermengarda. Eleonora representa el típic personatge femení dels contes de Poe: és jove, passiva i completament devota de l'amor.